# Site archéologique de Sbeïtla
Le site archéologique de Sbeïtla, vestige de l'antique Sufetula, est un site archéologique du centre-ouest de la Tunisie, situé à Sbeïtla dans le gouvernorat de Kasserine. Il compte dix des monuments classés du gouvernorat de Kasserine.
Le site subit de graves dégâts, à la suite du tremblement de terre de 365 et du fait d'une destruction volontaire en 647, après la violente bataille entre musulmans et byzantins qui refusaient d'abandonner ce site stratégique.
Le 15 avril 2021, le gouvernement tunisien propose le site pour un futur classement sur la liste du patrimoine mondial de l'Unesco.

## Histoire
Les témoignages archéologiques du site sont tous postérieurs au Ier siècle mais des traces d'une installation humaine antérieure existent dans les environs immédiats.
La ville est fondée par les Romains, sous la dynastie des Flaviens, probablement dans la deuxième moitié du Ier siècle. Les armées romaines viennent de pacifier la région alors en proie aux attaques des Maures présentés comme les véritables barbares de l'Afrique, et des terres sont attribuées aux vétérans qui peuvent ainsi protéger les frontières des incursions étrangères. C'est ainsi que naissent les villes de Sufetula et Cillium (actuelle Kasserine) distantes de 35 kilomètres. Se situant à mi-chemin entre le nord et le sud de la province d'Afrique, en Byzacène, la cité de Sufetula connaît un important développement économique et urbanistique. Les monuments, que l'on peut encore visiter, en témoignent : les maisons, le forum, les temples, les thermes, etc. La ville sert alors de carrefour routier et de centre commercial et agricole. Son économie est essentiellement axée sur l'agriculture, et notamment sur la culture de l'olivier pour la production d'huile.
La ville devient une colonie, après avoir été un municipe, avec une organisation administrative calquée sur le système romain classique. À partir du IIe siècle, la ville est dotée d'un curateur, sorte de contrôleur des finances envoyé par Rome. C'est d'ailleurs Sufetula qui livre le premier exemple de curateur de cité (un certain Aelius Rusticus) sous le règne de Septime Sévère.
Au premier quart du IVe siècle, Sufetula se convertit au christianisme comme le reste de l'Empire romain, après que l'empereur Constantin institue le christianisme comme religion d'État. Elle n'échappe pas aux querelles liées aux courants schismatiques que connaît l'Église (notamment le donatisme). Mais celles-ci disparaissent avec l'arrivée des Vandales au Ve siècle. Les chrétiens de la ville sont alors persécutés, notamment en 484, avec le cas d'un évêque nommé Praesidius. La présence de plusieurs centres de production d'huile d'olive et de céramiques près de Sufetula, dont l'activité est assurément datée de la fin du Ve siècle et du début du VIe siècle, laisse penser que l'économie et les arts continuent cependant de se développer.
Les Byzantins, à la reconquête de l'Afrique sous le règne de Justinien, s'installent à Sufetula avec une garnison et fortifient de nombreux monuments, comme en témoignent les maisons à l'entrée du site. Le patrice Grégoire choisit en effet la ville comme lieu de résidence et y installe son état-major. Avec l'approche des armées arabes venues de Tripolitaine, Grégoire proclame son indépendance vis-à-vis de l'Empire byzantin en 646.
La connaissance des attaques de l'armée musulmane repose essentiellement sur la tradition orale arabe. En 647, Sufetula est prise et ses habitants fuient en grand nombre la ville pour se réfugier peut-être dans l'amphithéâtre de l'antique Thysdrus, l'actuelle El Jem. La ville est détruite mais pas totalement abandonnée comme l'attestent les fouilles récentes.
L’excavation du site débute à la fin du XIXe siècle, notamment avec les fouilles du lieutenant Marius Boyé qui commencent le 30 mai 1883, suivies par une deuxième série du 22 au 29 juin 1884. Ensuite, le site connaît des importantes travaux d'excavation et de restauration entre 1906 et 1921, suivis par d'autres jusqu'en 1963.
Malgré ces nombreux travaux, uniquement le tiers du site a été restauré et de nombreux monuments restent en attente, tels que le temple anonyme, l'arc de Septime Sévère et l'amphithéâtre. Il est marqué par la perte des monuments énumérés en 1967 par l'archéologue Noël Duval, dont le mausolée, la basilique des saints Sylvain et Fortunat, la colline de cendres et les tombes d'époque chrétienne.

## Édifices

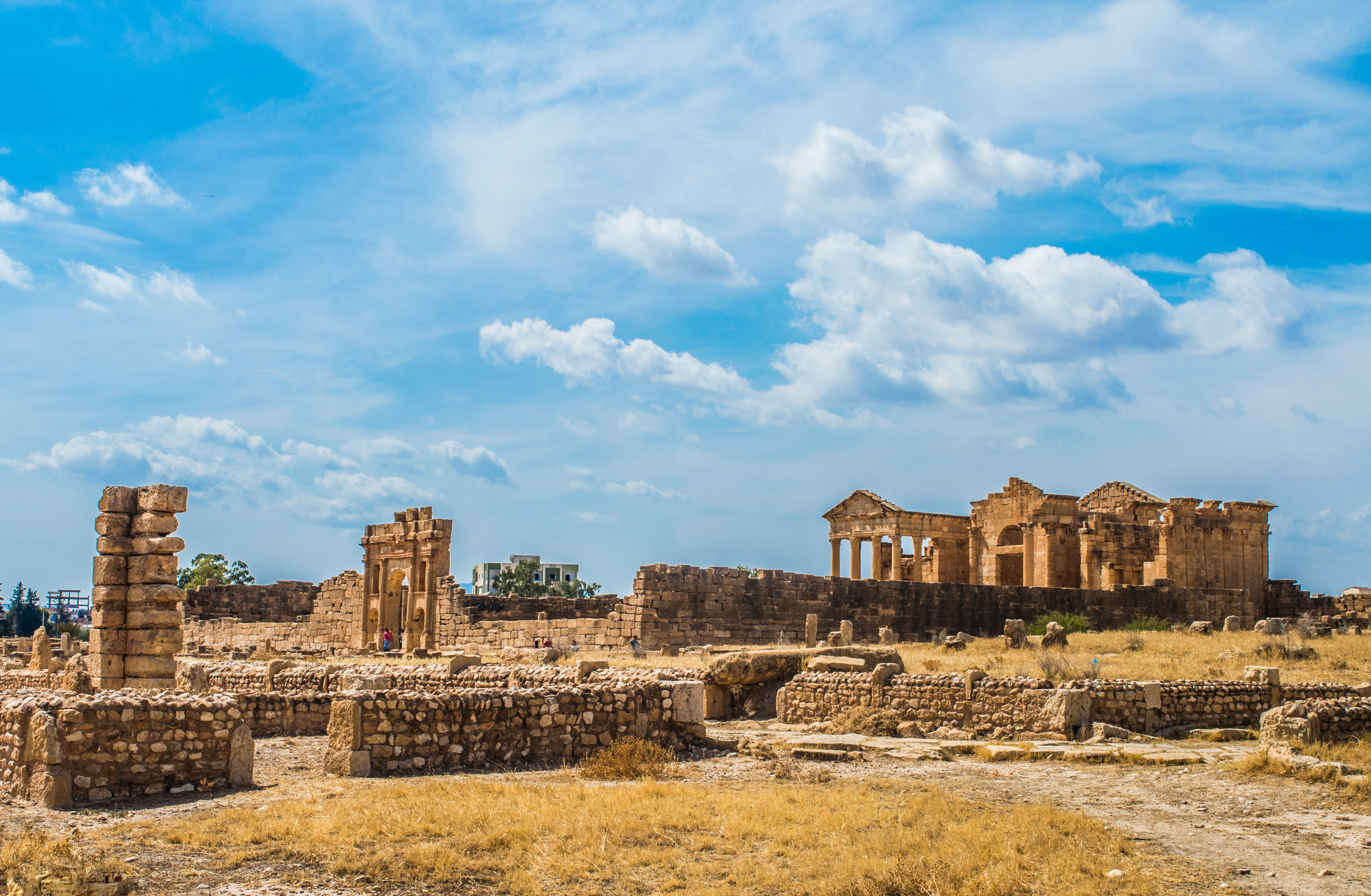
Vue partielle du site archéologique de Sbeïtla.

Le site actuel couvre une vingtaine d'hectares mais la ville antique occupait sans doute une cinquantaine d'hectares. Il est installé sur un plateau à proximité de sources qui sont toujours exploitées, dont certaines alimentent la ville de Sfax, et de carrières de pierre toujours en activité.
Dès le départ, Sufetula est divisée en îlots rectangulaires séparés par des rues dallées sous lesquelles court un système de canalisations pour l'eau potable et d'égouts pour la collecte des eaux usées.
Le site n'est pas encore entièrement fouillé mais les monuments sont nombreux et datent de l'époque romaine (forum, thermes, théâtre, etc.) ou de l'époque byzantine (églises). Il n'est pas possible d'attribuer avec certitude des monuments à l'époque vandale, faute de textes l'attestant, ou à la première période islamique.

### Édifices publics

#### Capitole

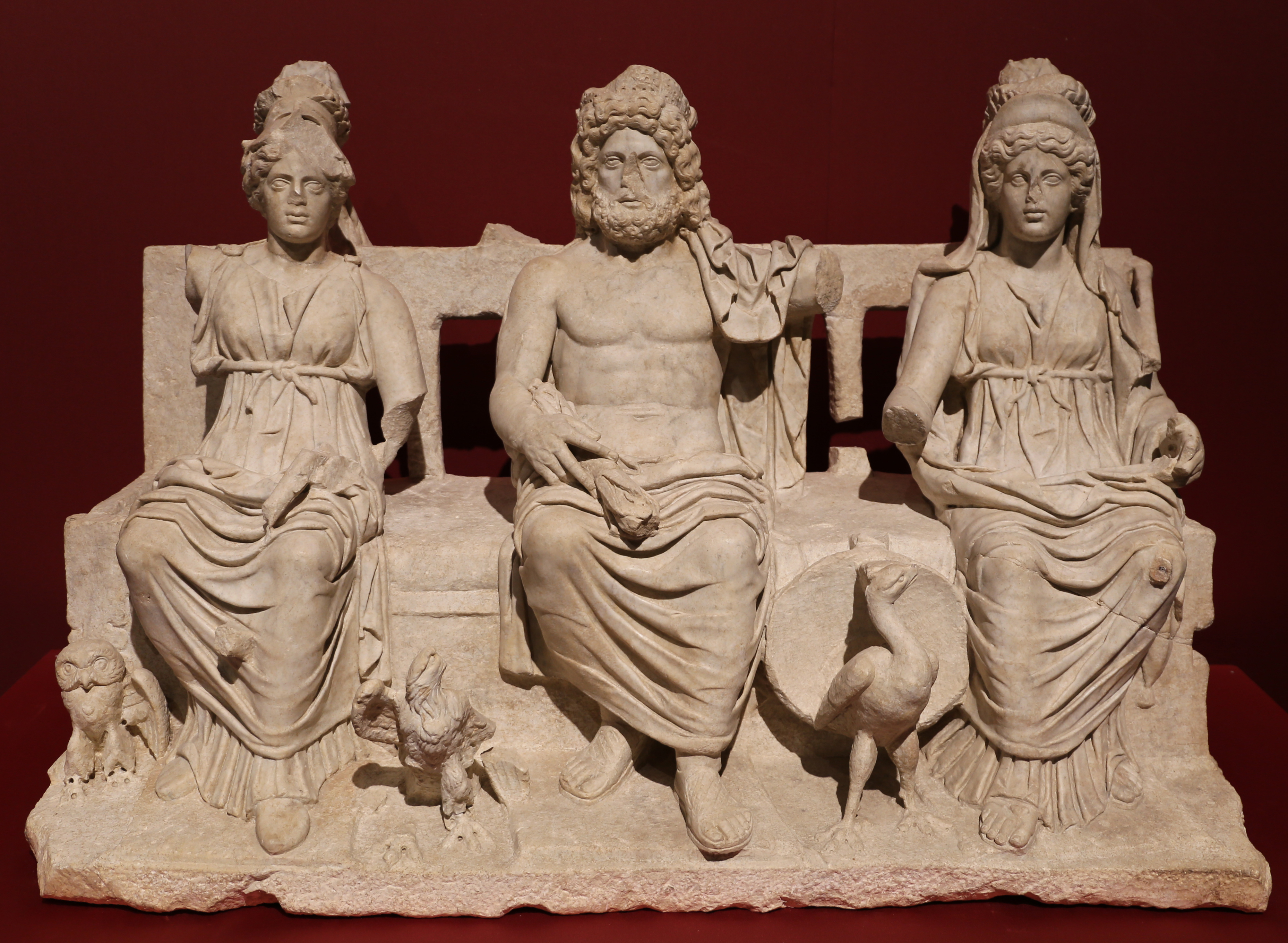
Triade capitoline : Jupiter, Junon et Minerve.

Le capitole, élément central de toute cité romaine, est formé de trois temples séparés, dédiés à la triade capitoline Jupiter, Junon et Minerve, constituant le centre religieux de la cité. Ils forment un ensemble homogène et spectaculaire de forme classique à l'époque romaine, construit sur des podiums séparés à la base par des couloirs. Chaque temple est précédé d'un portique de quatre colonnes, supportant un fronton, et entouré par une fausse colonnade. On accède au capitole par des escaliers sur les temples latéraux, la plateforme en face du temple central pouvant ainsi servir de tribune.

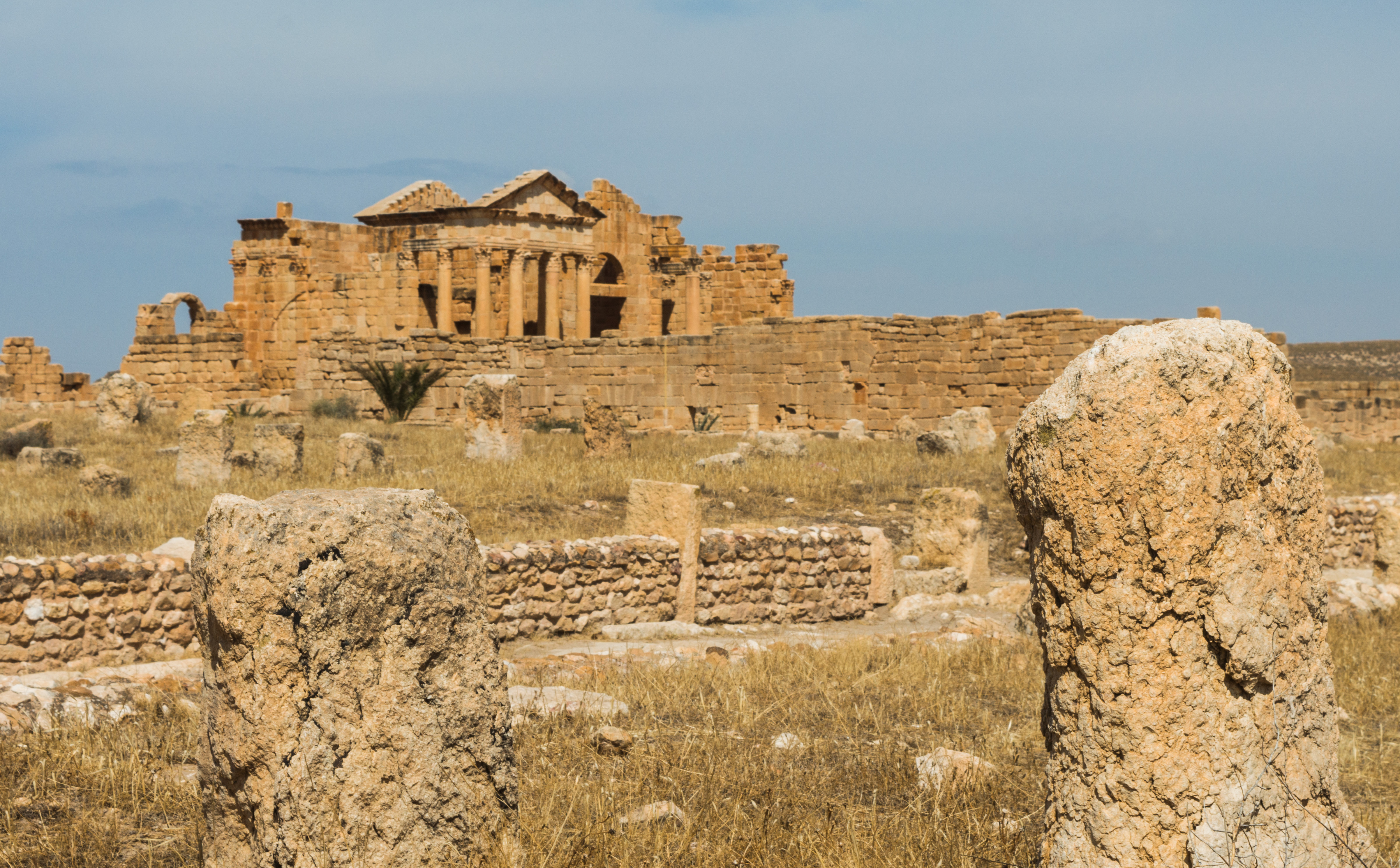
Vue éloignée du capitole.
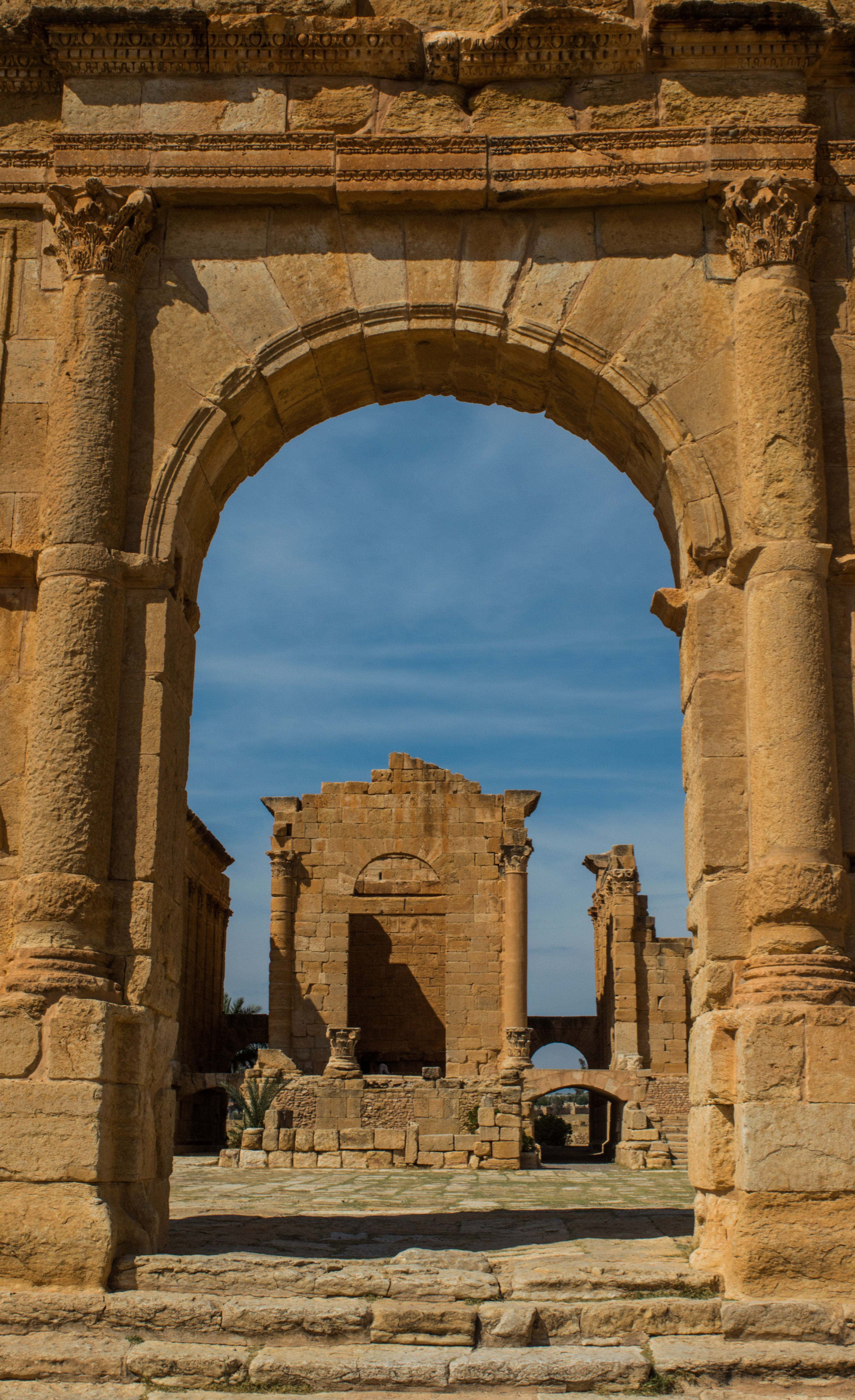
Temple de Junon à travers l'arc d'Antonin le Pieux.
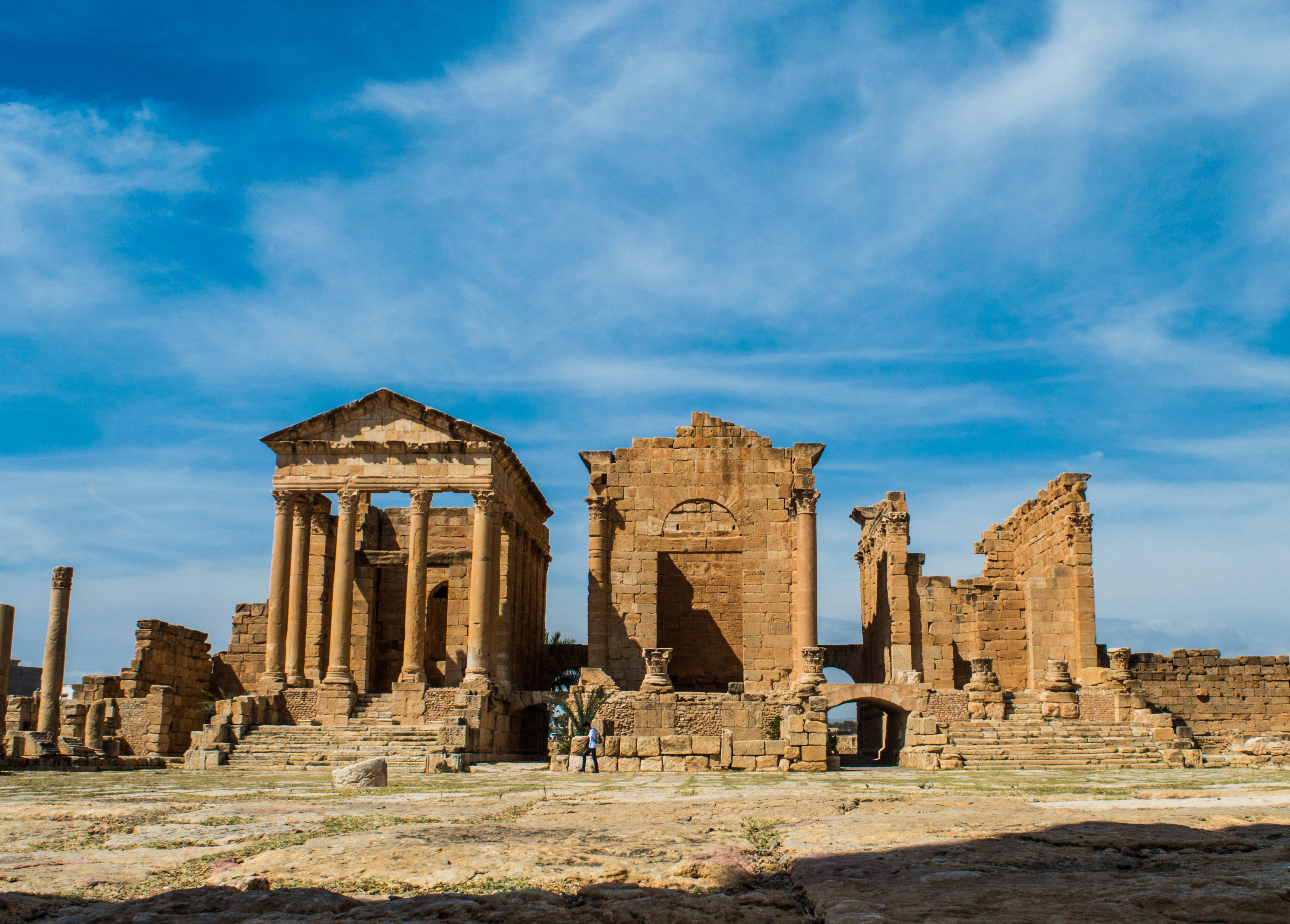
Temples du capitole.
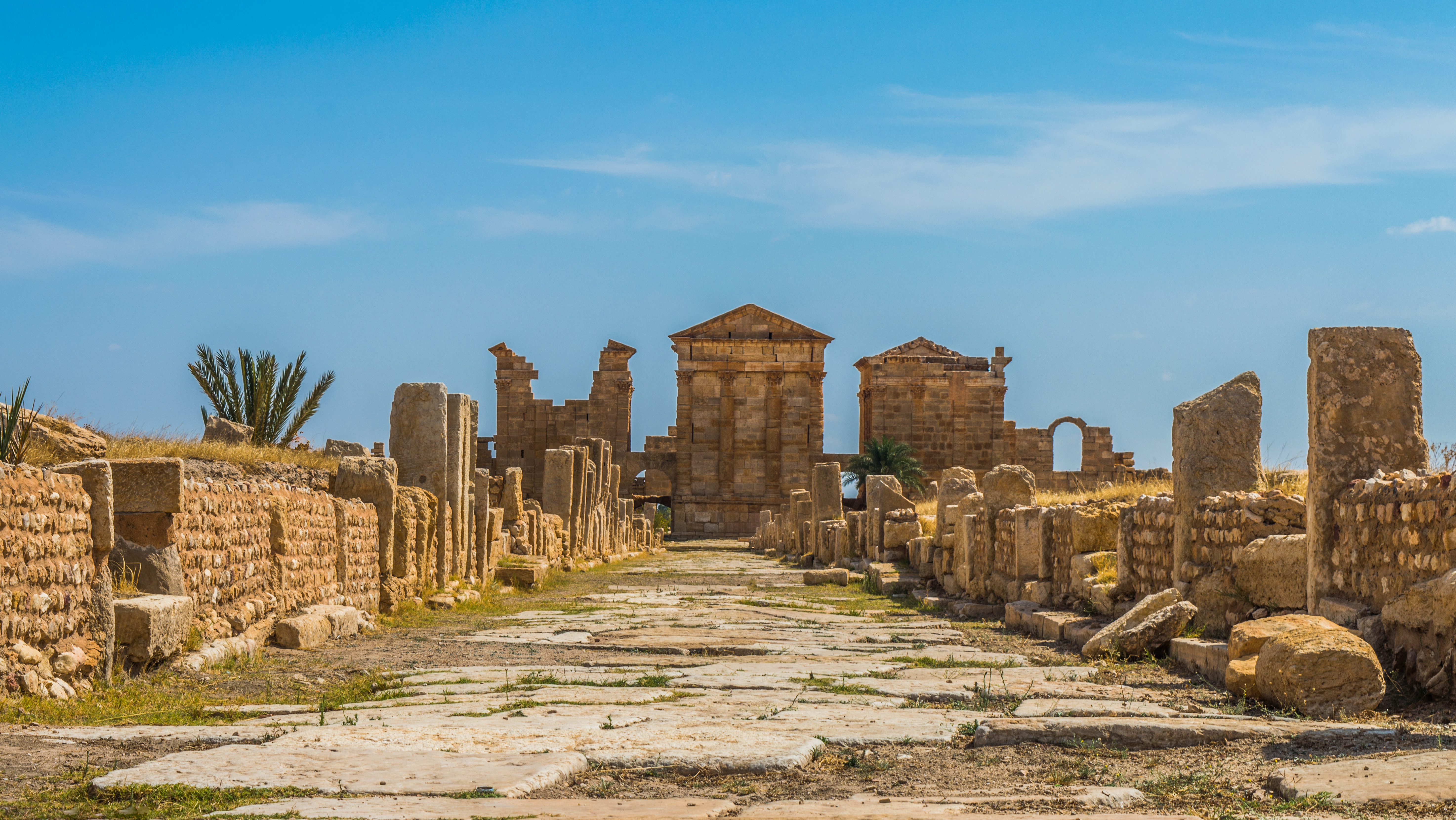
Vue du capitole par l'arrière.

#### Forum

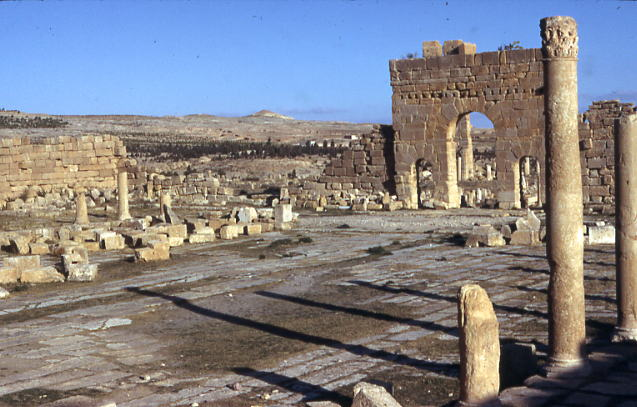
Forum de Sbeïtla.

Le forum romain, de forme rectangulaire délimitée par un mur d'environ 70 mètres sur 67, est une place centrale d'environ 34 mètres sur 37, dallée de plaques de calcaire et entourée sur les trois côtés par des colonnades supportant la toiture des portiques. Les colonnes, au nombre de treize au sud-est et de quinze sur les côtés, sont surmontées à l'origine par des chapiteaux de type corinthien, pour une hauteur totale d'environ 5,50 mètres.
La galerie, qui borde la place des deux côtés, est large de six mètres et se termine au niveau des temples par des niches. Depuis cette galerie, on accède à une série de petites salles de quatre à cinq mètres de largeur.

#### Grands thermes publics
Il s'agit d'un édifice d'une surface assez importante dont le plan est caractérisé par son irrégularité car sans axe principal. Le monument est double avec un ensemble de salles correspondant aux thermes d'été et un autre plus modeste pour les thermes d'hiver ; tous deux sont séparés par un espace intermédiaire correspondant aux salles d'entrée et à la palestre. Le visiteur accède à l'édifice par une porte d'entrée encadrée de deux colonnes et s'ouvrant sur un vestibule où se trouve, sur le mur d'en face, la base d'une statue portant une inscription honorifique au nom de Carpentius.

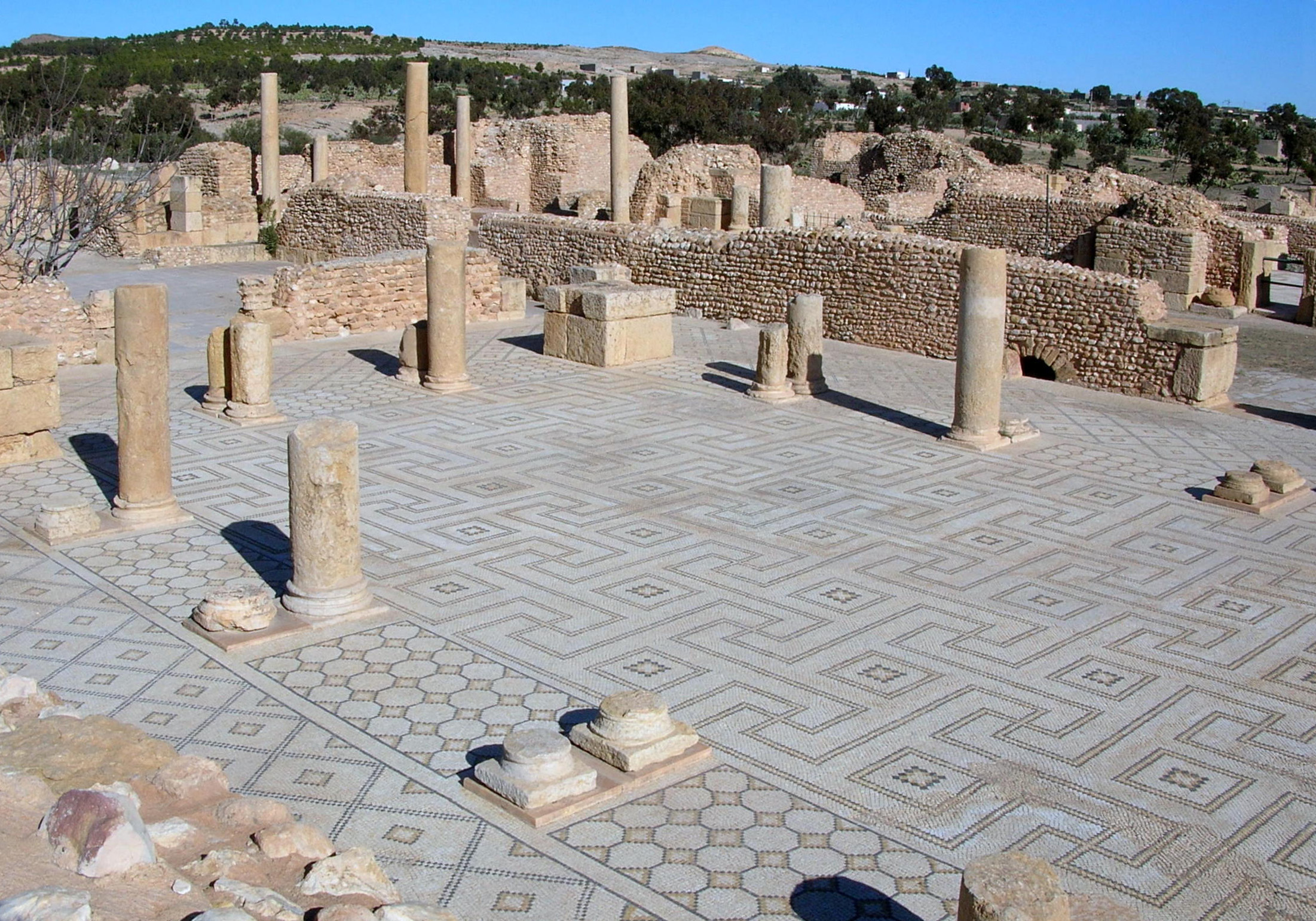
Palestre des grands thermes.

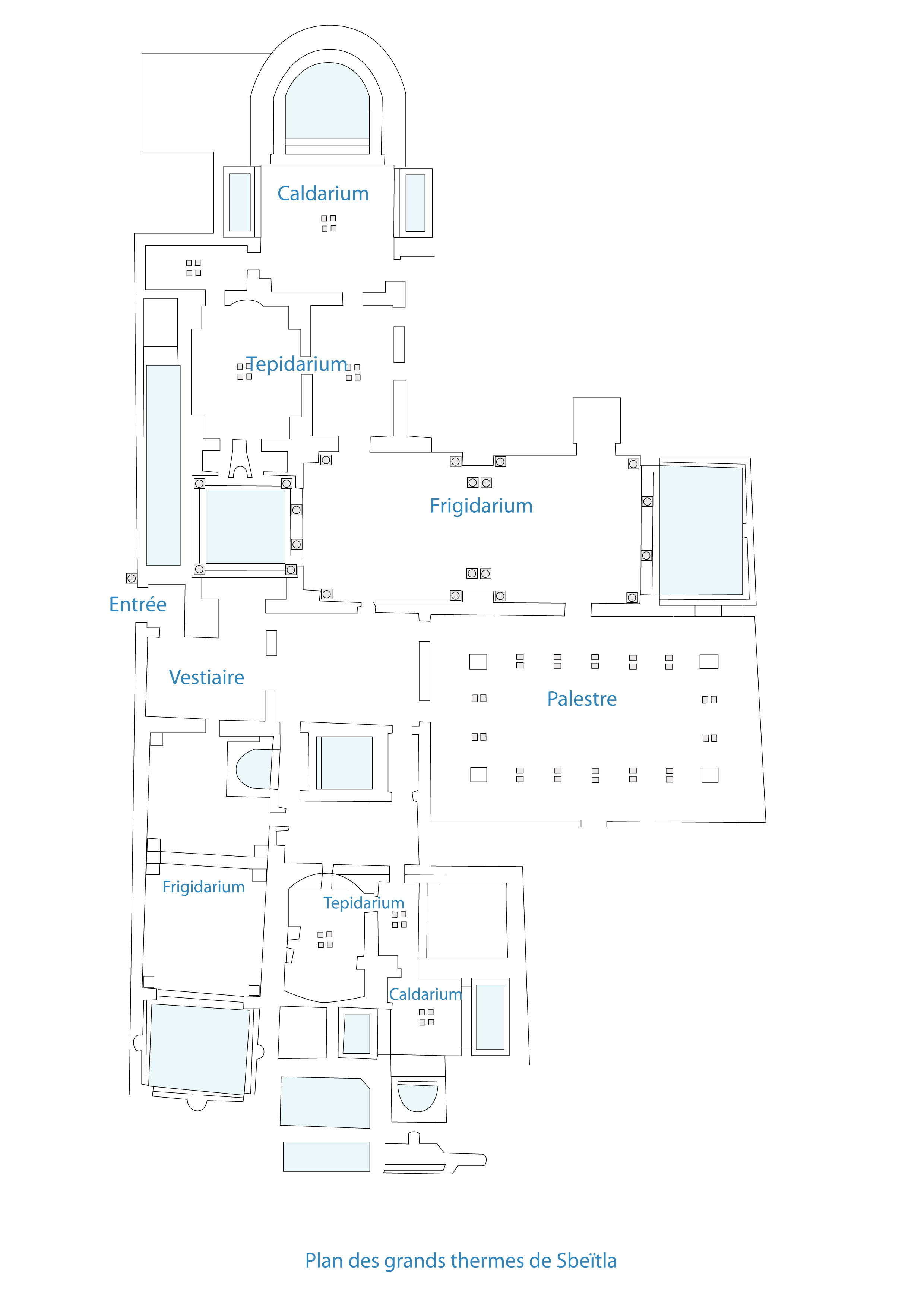
Plan des grands thermes.

À droite, il accède à une première salle servant très probablement de vestiaire ; celle-ci est suivie d'une deuxième salle depuis laquelle on pénètre dans une palestre à ciel ouvert d'environ 27 mètres sur 17, entourée d'un portique sur les quatre côtés et pavée de mosaïques à motifs géométriques.
La palestre donne sur les thermes d'été formés par le grand frigidarium divisé en deux grandes salles accueillant chacune une piscine à son extrémité ; l'une des deux salles donne sur deux autres, probablement des tepideria, dont un double sol avec des pilettes de briques supporte le sol en béton ainsi que des conduits d'air chaud en terre cuite dans les cloisons des murs.
Ces dernières salles donnent sur le caldarium, de forme classiquement en croix, avec un espace carré au centre, deux niches rectangulaires sur les côtés et une exèdre semi-circulaire au centre. L'ensemble thermal d'hiver est accessible pour sa part par le vestiaire qui donne sur un frigidarium avec deux salles carrées et une piscine unique à l'extrémité ; cette dernière comporte des niches sur les trois côtés destinées vraisemblablement à des statues, un ensemble de salles formant le tepidarium parallèlement au frigidarium, puis le caldarium cruciforme avec un espace rectangulaire au centre et trois piscines, dont deux rectangulaires sur les côtés et une semi-circulaire dans l'axe.

#### Fortins
Les fortins sont des enceintes dépourvues de portes auxquelles on accédait par des échelles. Ils servaient comme refuge pour les habitants. L’intérieur est divisé en chambres et comporte un puits pour assurer le ravitaillement en eau ; il en reste trois aujourd'hui dont deux ont été fouillés après 1945 et restaurés.

#### Théâtre

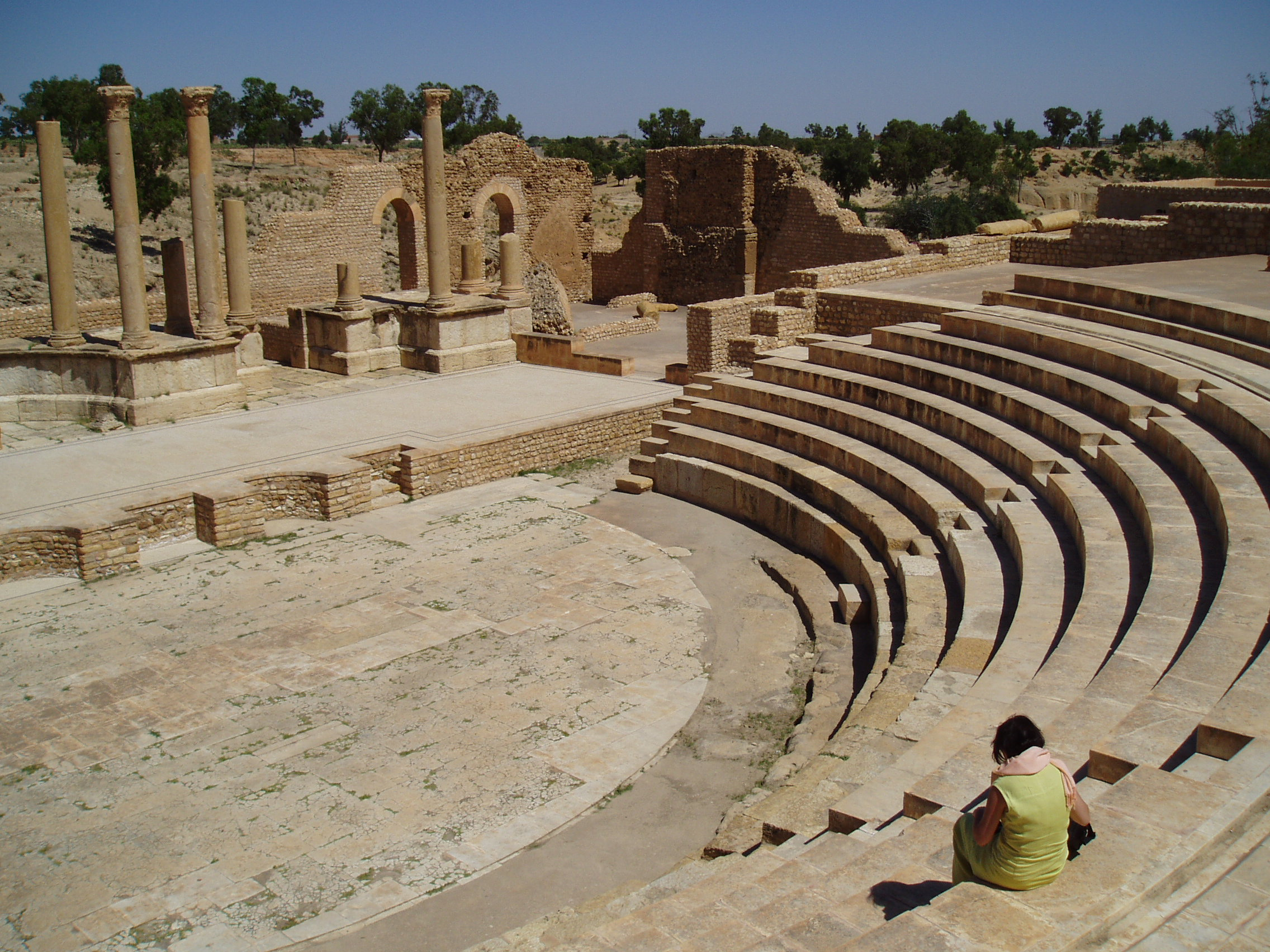
Vue du théâtre.

Situé en bordure de l'oued, au centre-est de la ville, les gradins du théâtre sont restaurés dans les années 2010 et les colonnes relevées se profilent sur le creux.

#### Amphithéâtre
L'amphithéâtre est une structure dédiée à la population défavorisée, située au nord-ouest du site. Il n'est pas encore intégralement fouillé et tous ses secrets n'ont pas encore été dévoilés.

#### Pont-aqueduc

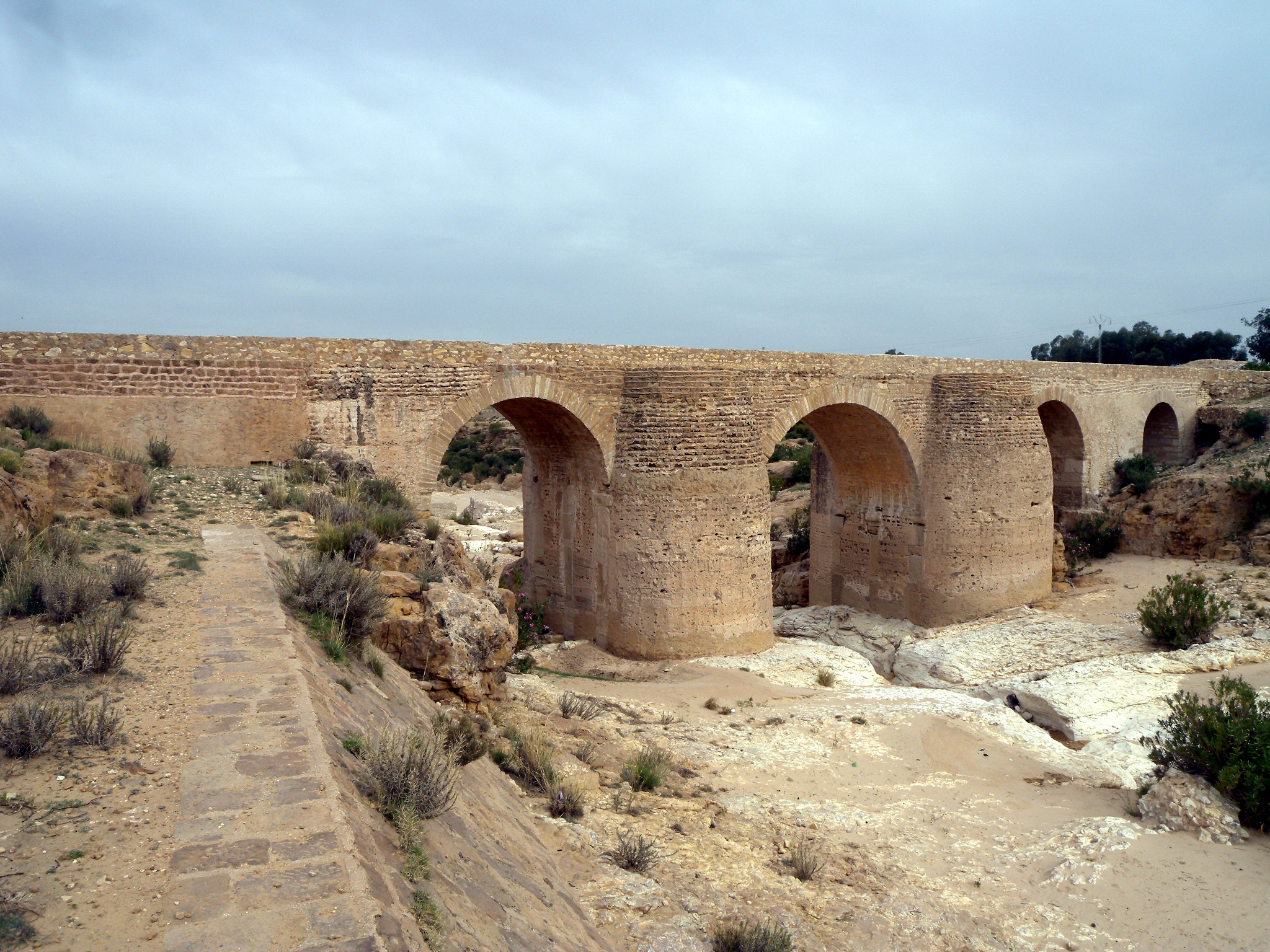
Pont-aqueduc.

Le pont-aqueduc, situé sur l'oued Sbeïtla, mesure une cinquantaine de mètres de longueur. Il est ancré dans le rocher et repose sur trois piles centrales. Il est consolidé et assez largement remanié lors des travaux entrepris de 1907 à 1911.

### Édifices politiques

#### Arc d'Antonin le Pieux

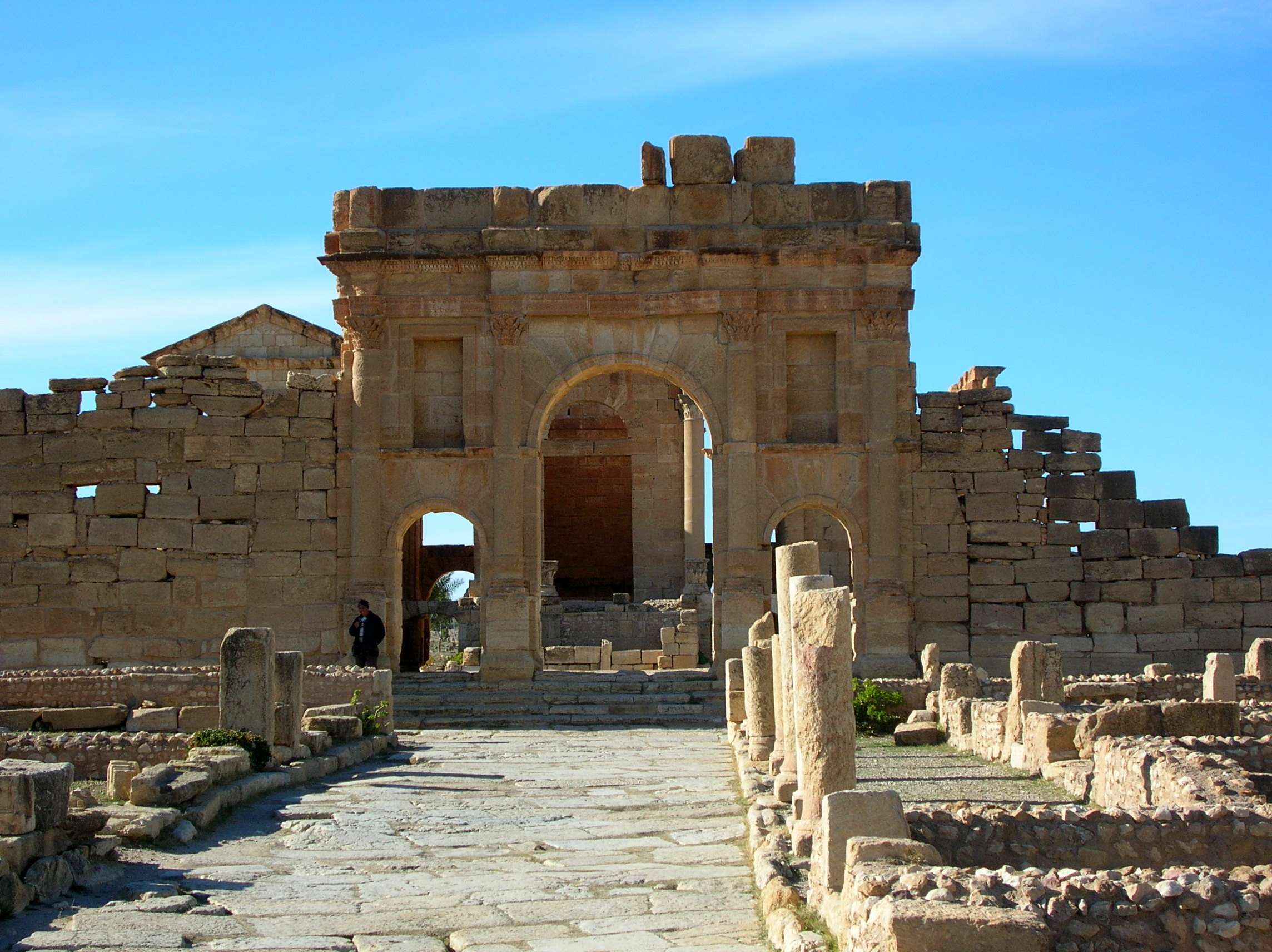
Arc d'Antonin le Pieux.

La porte centrale de l'arc de triomphe comporte deux pieds-droits percés par des baies latérales. L'ensemble est orné par quatre colonnes reposant chacune sur un piédestal. Au-dessous des baies latérales se trouvent deux niches destinées probablement à des sculptures. L'arc est surmonté par une architrave à trois bandeaux au-dessus duquel un étage supérieur porte une dédicace de 139 à Antonin le Pieux et à ses deux fils adoptifs. L'arc permet l'accès au forum par quatre marches.

#### Arc de Dioclétien

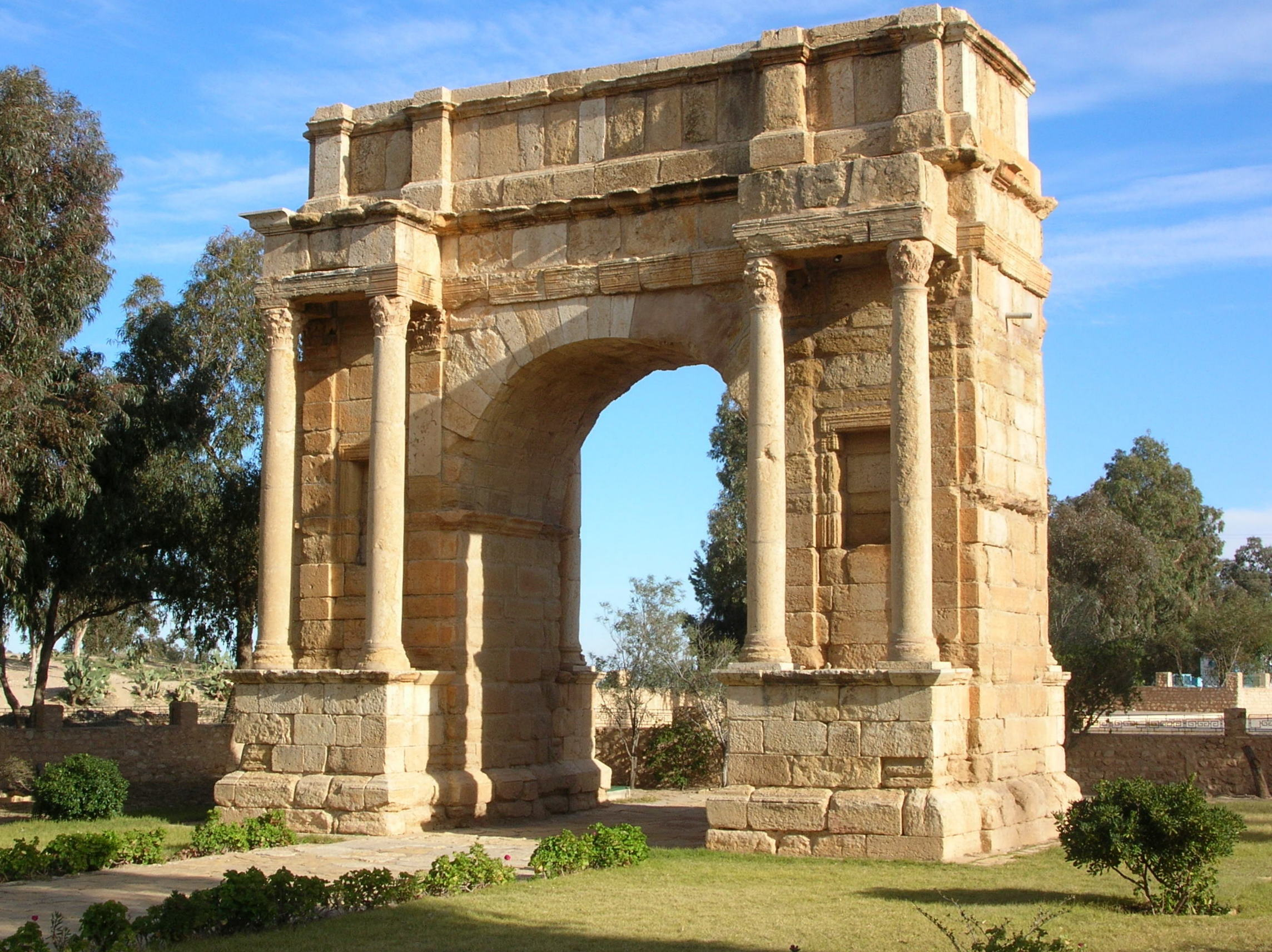
Arc de Dioclétien.

Situé au sud-est de la ville et restauré entre 1910 et 1911, l'arc de Dioclétien représente, avec les trois temples, le monument de Sbeïtla le plus admiré. Il s'inscrit dans un rectangle de 12,15 mètres sur 6,85, formant ainsi une porte monumentale de plus de cinq mètres d'ouverture, encadrée de deux épais pieds-droits comportant chacun une niche ; ils sont précédés par un piédestal supportant deux pilastres déposées sur deux colonnes corinthiennes.
L'arc possède un aspect massif avec un décor rustique surmonté d'une inscription placée sur la face externe ; on y apprend qu'il a été dédié aux empereurs de la première tétrarchie mise en place par Dioclétien à la fin du IIIe siècle pour faire face aux invasions barbares.

### Édifices religieux

#### Basilique de Bellator

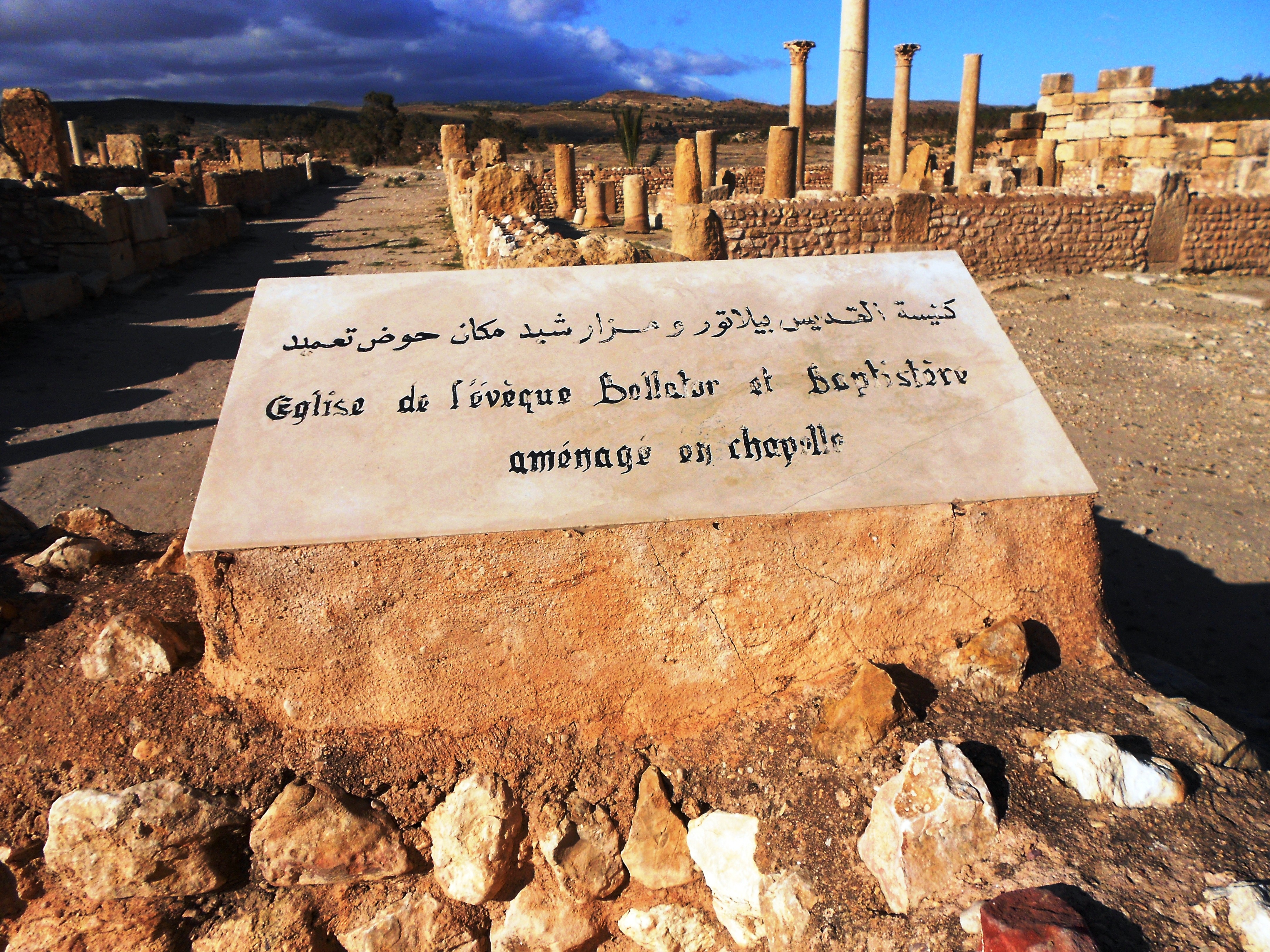
Basilique de Bellator et ses dépendances.

La basilique dite de Bellator, construite sur un terrain public dans la cour d'un édifice païen antérieur, a été la cathédrale catholique de Sufetula. La basilique a subi plusieurs remaniements architecturaux ; on y accède par deux portes latérales, de 35 mètres de long sur 15 mètres de large. L'édifice est composé de trois nefs séparées par deux lignes de huit paires de colonnes. Aux deux extrémités de la nef centrale, la basilique comporte deux absides dont l'une était auparavant une porte d'entrée. Pour des raisons d'usage liturgique, l'autel initialement localisé au milieu de la nef centrale, a été excentré du côté de l'une des absides tandis que l'abside en face abritait des sépultures. Le long des murs latéraux des colonnes, dont seules les bases sont conservées, ont servi pour couvrir les bas-côtés des voûtes d'arêtes. Avec ses annexes et la chapelle de Jucundus, la basilique de Bellator fait partie d'un groupe épiscopal servant de centre religieux à la communauté chrétienne.

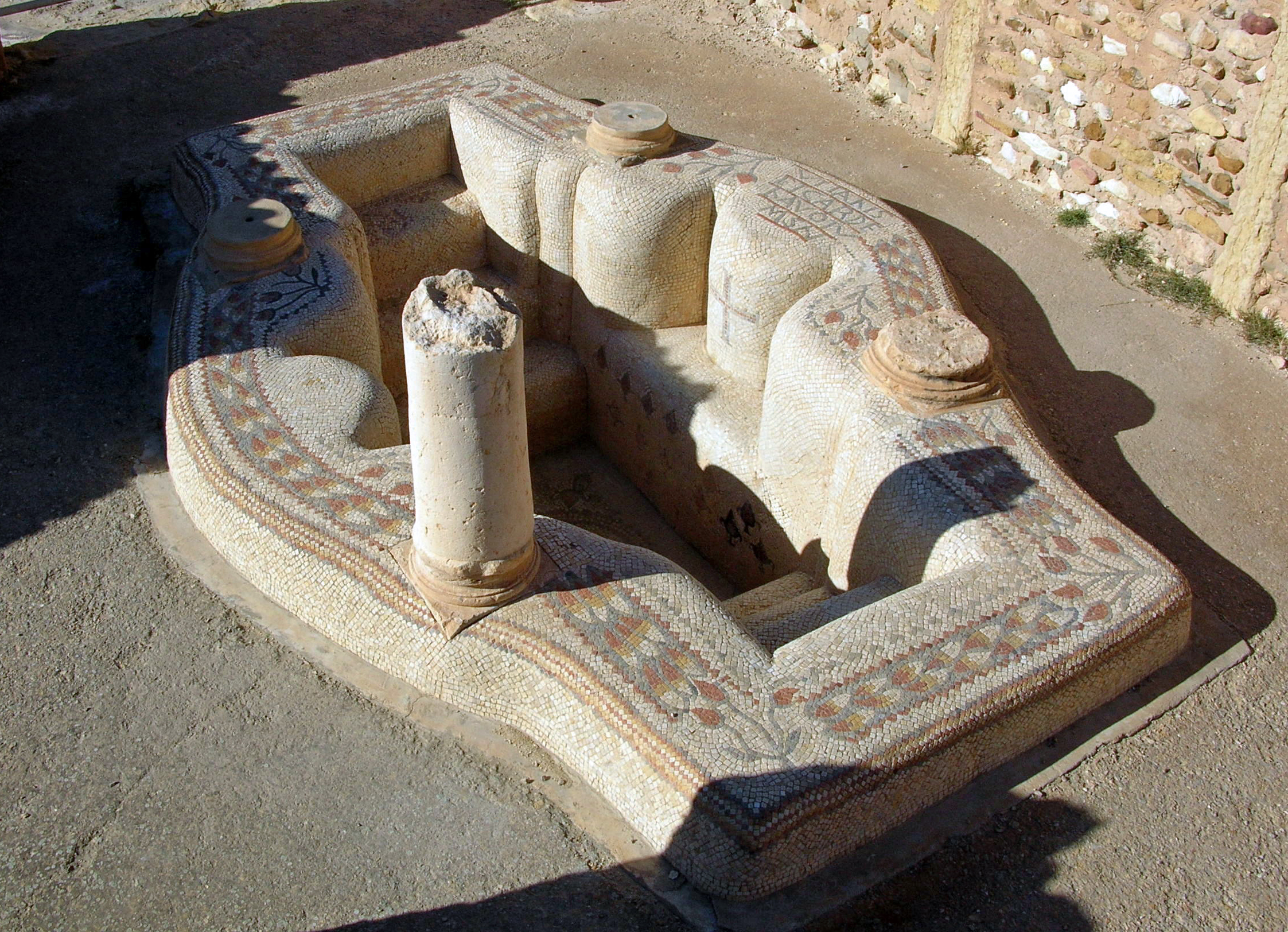
Baptistère de l'église de Vitalis.

#### Chapelle de Jucundus
La chapelle de Jucundus est primitivement le baptistère d'une basilique de forme rectangulaire, pourvue de portes sur les trois côtés et d'un absidiole sur le quatrième. La cuve baptismale a une forme assez particulière, avec deux escaliers la prolongeant et lui donnant un plan ovoïde. Après la construction d'une autre installation, le baptistère devenu inutile est transformé en chapelle, très probablement à l'honneur de l'évêque Jucundus, chef du clergé catholique au Ve siècle dont la dépouille est enterrée dans la chapelle.

#### Basilique de Vitalis
La basilique dite de Vitalis, construite par suite du besoin d'un espace plus grand pour la communauté catholique, forme avec la basilique de Bellator une « église double » dont d'autres exemples existent en Afrique et en Europe occidentale. Mesurant environ cinquante mètres de long sur 25 mètres de large et accessible par quatre portes latérales, cet édifice comporte cinq nefs avec onze travées séparées par des doubles colonnes reconnaissables par leurs bases.
La nef centrale est dotée de deux absides à ses deux extrémités, dont l'une accessible par un petit escalier circulaire abritait un autel au centre ; la deuxième abside, accessible par un large escalier servant de presbyterium, accueillait un banc pour les prêtres. Cette abside donne sur deux pièces latérales qui conduisaient au baptistère derrière l'abside.

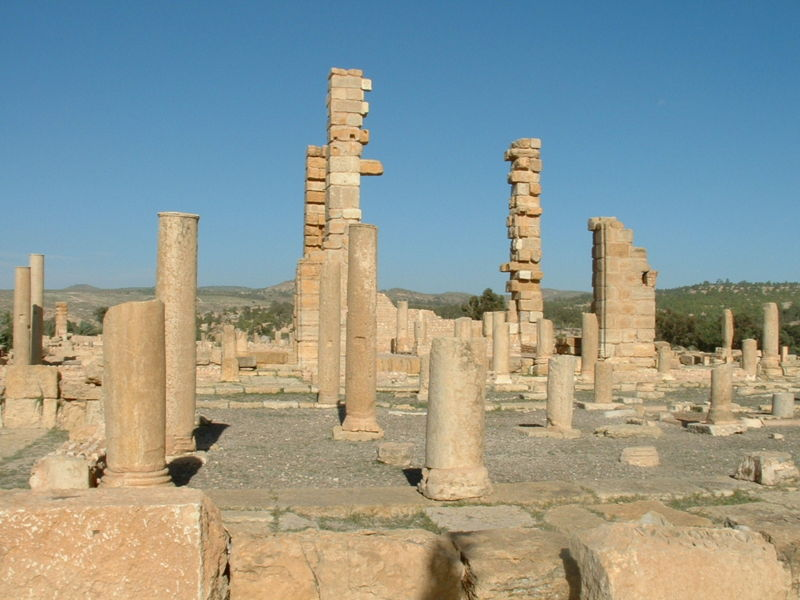
Église de Servus.

Le baptistère, dont l'architecture et la forme de la cuve sont semblables à ceux de la chapelle de Jucundus, est richement décoré avec une croix au fond et sur les côtés, des fleurons sur les parois verticales, une guirlande de laurier sur le rebord et une inscription rappelant que la cuve avait été offerte à la suite d'un vœu par Vitalis et Cardela.

#### Basilique des saints Sylvain et Fortunat
La basilique des saints Sylvain et Fortunat, située à 600 mètres au sud-ouest des temples, mesure 25 mètres de long sur vingt mètres de large. Les murs sont composés à la base de pierres de taille, dont plusieurs comportent des épitaphes, empruntées à la nécropole au sein de laquelle la basilique est construite. L'édifice est accessible par des escaliers qui donnent sur un intérieur composé de cinq nefs, séparées par des colonnes et des piliers, avec six travées dont la quatrième est plus profonde et encadrée par quatre groupes de quatre bases en marbre. Le sol est pavé par deux niveaux de mosaïques avec des inscriptions funéraires. Sur le sol de la nef centrale, un ex-voto dédié aux martyrs Sylvain et Fortunat donne à cette église un rôle de « martyrium » et de lieu de pèlerinage. L'abside semi-circulaire comporte un banc collectif pour les prêtres appelé synthronos. À gauche de l'abside, une pièce rectangulaire abritant plusieurs sépultures avec des épitaphes remonte au règne de Justinien.

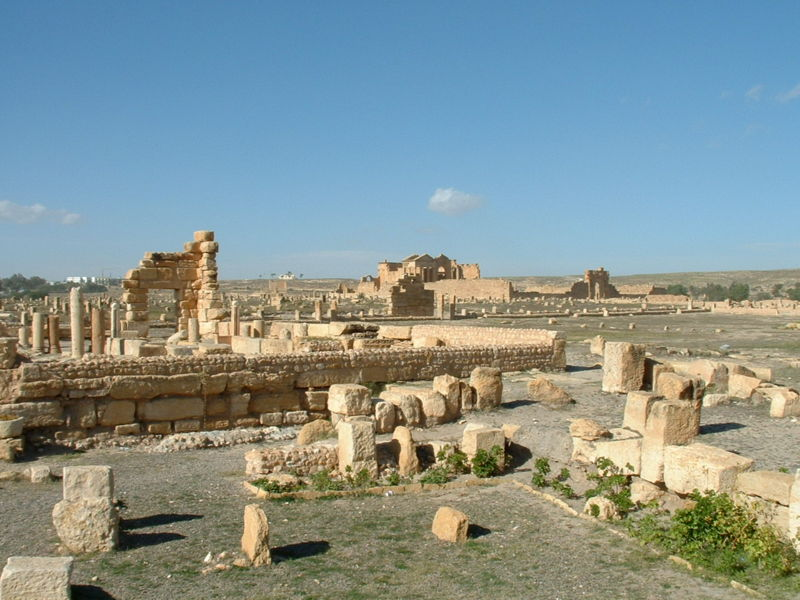
Église aux martyrs.

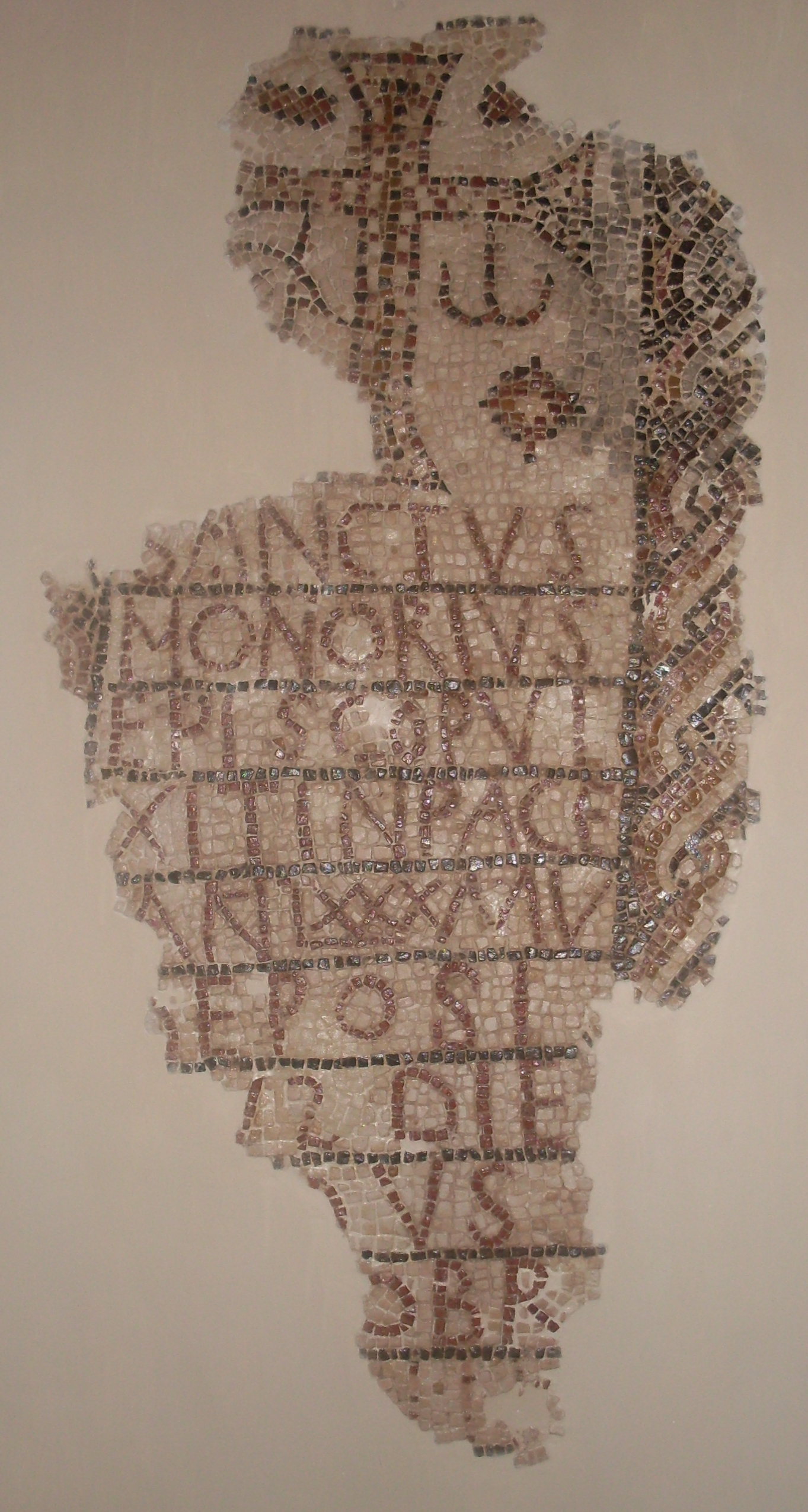
Mosaïque de l'évêque Honorius.

#### Église du Servus
L'église du prêtre Servus, construite dans la cour d'un ancien temple païen dont seulement les bases d'un mur et une cella carrée de 8,80 mètres de côté sont conservés, est très dégradée. Bâtie transversalement, elle comporte cinq nefs avec, au fond, une abside reconnue uniquement par ses fondations dans lequel quatre sarcophages sont visibles, dont l'un est celui du prêtre Servus reconnaissable à son épitaphe. Le baptistère de l'église a été installé au milieu de la cella du temple.
L'église, dédiée d'après des inscriptions retrouvées sous l'autel aux saints Gervais et Protais ainsi que Tryphon, est accessible par trois portes au niveau de la façade dont uniquement une porte latérale est restaurée.
L'intérieur comporte trois nefs avec six travées qui étaient séparées par des doubles colonnades dont quelques bases ou des tronçons de colonnes sont conservés. L'abside initialement semi-circulaire puis rectangulaire est précédée par un couloir destiné à accueillir le chœur et l'autel. La chapelle de l'évêque Honorius, située à environ trois kilomètres en dehors du site, pourrait faire partie d'un village antique ou d'une ferme. Elle comporte trois nefs avec quatre travées séparées par des doubles colonnades. L'importance de cette chapelle réside dans ses mosaïques dont deux sont exposées au musée national du Bardo : l'une ornait la tombe de l'évêque Honorius, l'autre qui fut retrouvée sous l'emplacement de l'autel est une croix gemmée entourée de feuillages.

#### Temple anonyme
Un petit temple tétrastyle prostyle est implanté au nord du site, en face de l'édifice des saisons. Vu la destruction de sa façade, on ignore à quelle divinité il était dédié.

### Autres monuments
- Édifice des saisons
- Arc de Septime Sévère
- Fontaines
- Huileries

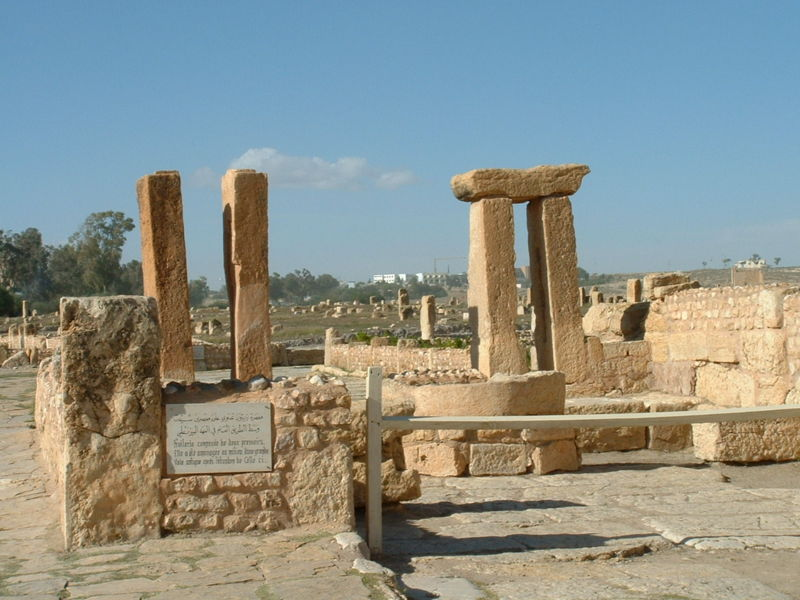
Pressoirs à huile.
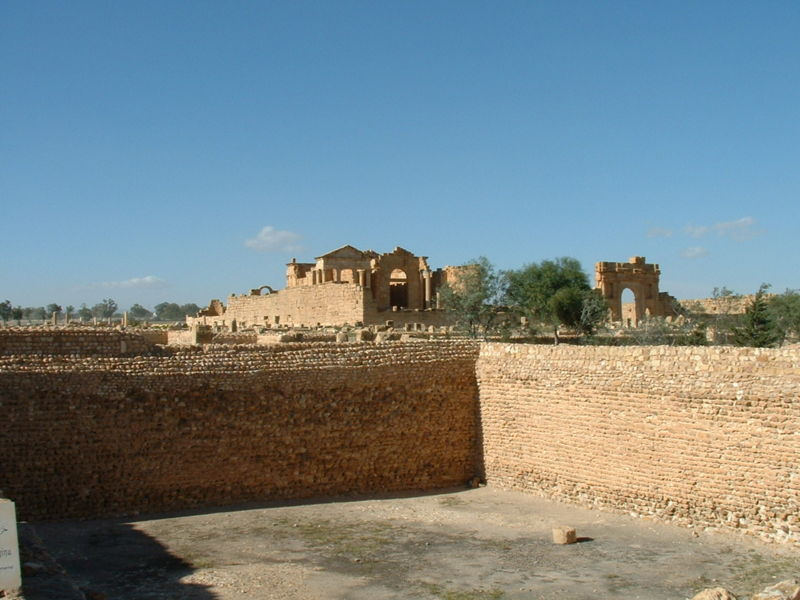
Citerne publique.
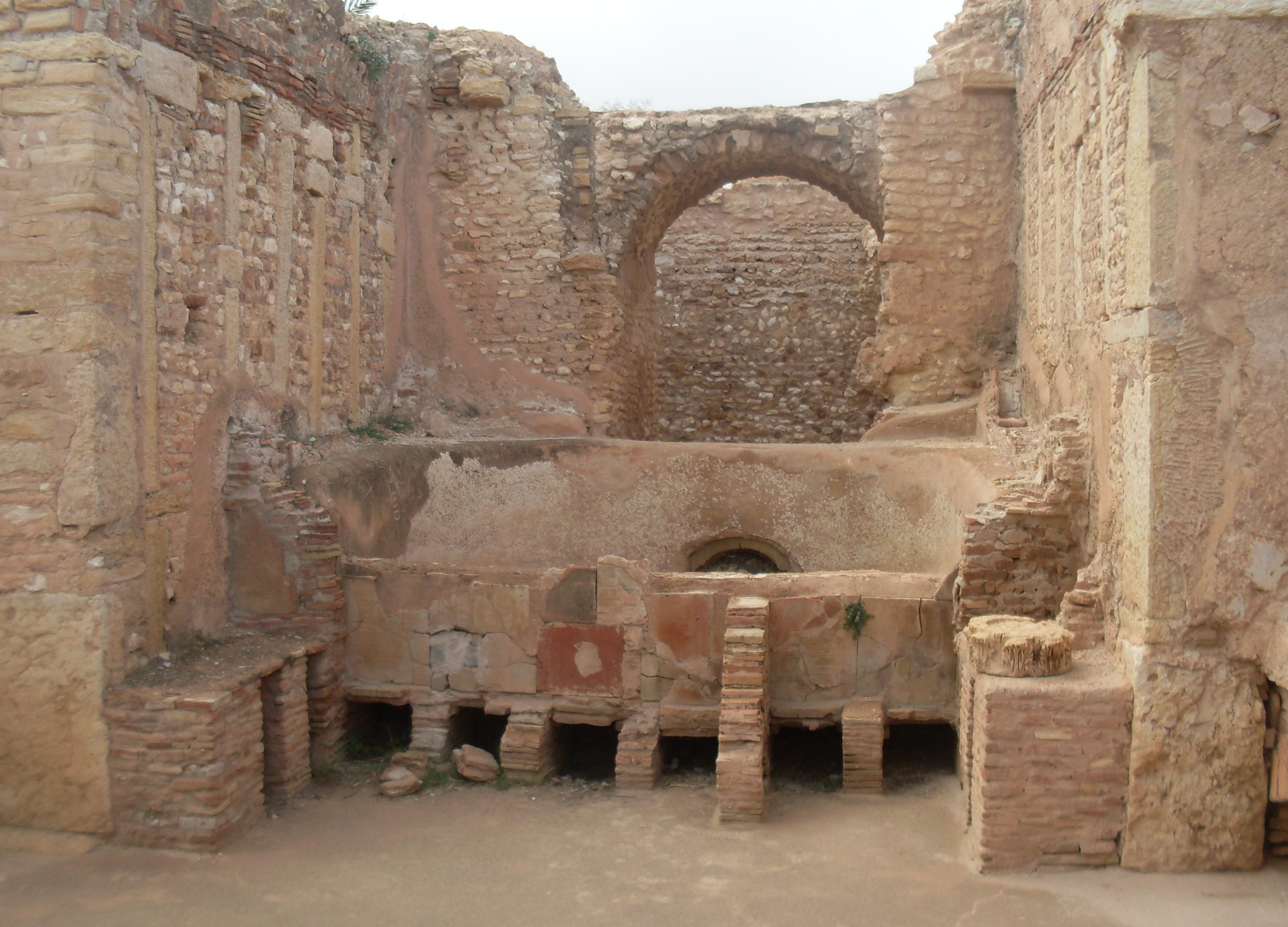
Thermes.